# Nati nel 1928/Senza giorno specificato
| Questa pagina contiene informazioni ricavate automaticamente dalle voci biografiche con l'ausilio del template Bio e di un bot. L'aggiornamento è periodico e automatico e ricostruisce completamente la pagina. Se manca una persona in questa lista, sei pregato di non aggiungerla, ma accertati piuttosto che la sua voce biografica contenga il template Bio e che i dati anagrafici siano correttamente compilati. Se il template Bio manca, inseriscilo tu stesso o, in alternativa, metti l'avviso {{tmp\|Bio}} che ne segnala la mancanza. Se i dati riportati sono sbagliati, correggi direttamente la voce biografica; le modifiche saranno visibili in questa lista entro pochi giorni. Per chiarimenti vedi il progetto biografie. La lista contiene solo le 87 persone che sono citate nell'enciclopedia e per le quali è stato implementato correttamente il template Bio. Pagina aggiornata al 18 lug 2025. |

- Omar Abreo, calciatore uruguaiano
- Miriam Acevedo, attrice cubana († 2013)
- James Kenneth Adjaye, allenatore di calcio e calciatore ghanese († 2018)
- Italo Alfaro, regista e sceneggiatore italiano († 1979)
- An Yeong-sik, cestista e allenatore di pallacanestro sudcoreano († 1991)
- Pelaheja Andriïvna Rajko, pittrice ucraina († 2004)
- Kanan Awni, cestista iracheno
- Cesare Baccelli, scultore italiano († 1987)
- Michelangelo Barbieri Viale, scultore italiano († 1984)
- Simonetta Bardi, pittrice e scrittrice italiana († 2007)
- Antonio Bariffi, hockeista su ghiaccio e dirigente sportivo svizzero († 2012)
- Alfredo Berra, giornalista e saggista italiano († 1998)
- Wolfgang Bohn, sociologo tedesco
- John Bonetti, giocatore di poker statunitense († 2008)
- Umberto Borghi, cestista italiano († 1976)
- Franco Borri Brunetto, politico italiano († 2017)
- Petrus Bosman, ballerino e coreografo sudafricano († 2008)
- Hilia Brinis, traduttrice italiana († 2005)
- Arnaldo Bruschi, storico dell'architettura italiano († 2009)
- Antonio Cabrera, calciatore paraguaiano
- Sebastiano Catalano, avvocato, giornalista e scrittore italiano († 2002)
- Chen Sho Fa, cestista singaporiano († 2015)
- Salvatore D'Elia, latinista e storico italiano († 2002)
- Giuseppe Damele, compositore e direttore d'orchestra italiano († 2012)
- Trevor Davies, cestista britannico († 2012)
- Vittorio De Feo, architetto italiano († 2002)
- Luciano De Maria, critico letterario, editore e traduttore italiano († 1993)
- Mario De Paoli, pittore italiano († 2002)
- Dino Platone, giornalista, antifascista e illustratore italiano († 1990)
- Mihai Erdögh, ex cestista rumeno
- Lucio Facchiano, politico italiano († 2013)
- Jardel Filho, attore brasiliano († 1983)
- Cosimo Fornaro, scrittore, poeta e insegnante italiano († 1992)
- Ryuji Fukuda, ingegnere giapponese
- Ezia Gavazza, storica dell'arte italiana († 2019)
- Mariella Giampieri, attrice e pittrice italiana
- Rosalie Gicanda, regina ruandese († 1994)
- Thomas Gnielka, giornalista tedesco († 1965)
- Laura Grimaldi, scrittrice e traduttrice italiana († 2012)
- Lobsang Gyatso, monaco buddhista tibetano († 1997)
- Mahmoud Jafarian, politico iraniano († 1979)
- E. Alison Kay, ambientalista statunitense († 2008)
- Bob Kehoe, calciatore, allenatore di calcio e giocatore di baseball statunitense († 2017)
- Gholamreza Kianpour, politico iraniano († 1979)
- Hans Krausner, slittinista austriaco († 2014)
- Franco Laurenti, scenografo e costumista italiano († 1980)
- Graziella Lonardi Buontempo, collezionista d'arte e mecenate italiana († 2010)
- Umberto Losi, pittore italiano († 1982)
- Riccardo Lovat, imprenditore italiano
- Sandra Mantovani, cantante e etnomusicologa italiana († 2016)
- Saturnino Martínez, calciatore messicano († 1960)
- Mária Nagy, cestista ungherese († 2012)
- Luigi Nardo, scrittore e pubblicista italiano († 2012)
- Hüseyin Öztürk, ex cestista turco
- Pier Francesco Paolini, scrittore, traduttore e poeta italiano († 2015)
- Valentina Pistoli, architetto albanese († 1993)
- Giancarlo Pretini, scrittore italiano († 2009)
- Pavel Rakitjanskij, pentatleta sovietico († 1992)
- Roberta Rambelli, traduttrice, scrittrice e curatrice editoriale italiana († 1996)
- Melvin Rees, serial killer statunitense († 1995)
- Giuliana Rivera, attrice e doppiatrice italiana († 2022)
- Félix Rodríguez de la Fuente, naturalista e giornalista spagnolo († 1980)
- Alfonso Rosanova, mafioso italiano († 1982)
- Yoshikazu Saigusa, ingegnere elettrotecnico giapponese
- Ezio Sancrotti, attore italiano († 2008)
- Gianni Scalia, critico letterario italiano († 2016)
- Santo Sfameni, imprenditore e mafioso italiano († 2012)
- Théodore Sindikubwabo, politico ruandese († 1998)
- John Slater, danzatore su ghiaccio britannico († 1989)
- Antonio Sottosanti, attivista e militare italiano († 2004)
- Sandro Symeoni, pittore e grafico italiano († 2008)
- Mohammed Taoud, direttore d'orchestra marocchino († 2007)
- Benoy Krishna Tikader, aracnologo e zoologo indiano († 1994)
- Luigi Urbini, direttore d'orchestra italiano († 2003)
- Gladys Vergara, astronoma e docente uruguaiana († 2016)
- Amalia Villalobos, cestista cilena († 2024)
- Fiora Vincenti, scrittrice e giornalista italiana († 2009)
- Margaret Harriman, arciera e nuotatrice sudafricana († 2003)
- Harry Weston, cestista britannico († 2008)
- Monique Wilson, sacerdotessa britannica († 1982)
- Sante Zirioni, storico, giornalista e scrittore italiano († 1994)
- Hasan al-Senussi, libico († 1992)
- Hessa bint Salman Al Khalifa, sovrana bahreinita († 2009)
- Maurício do Valle, attore brasiliano († 1994)
- Lu'lu'a bint Abd al-Aziz Al Sa'ud, principessa saudita († 2008)
- Al Bandari bint Abd al-Aziz Al Sa'ud, principessa saudita († 2008)
- Nikolaj Šin, pittore uzbeko († 2006)